# ScummVM
ScummVM [ˌskam viːˈem] je multiplatformní klon herních enginů, šířený pod licencí GNU GPL. Jde o svobodný software umožňující bezproblémový běh mnoha klasických adventur na různých platformách.

## Základní popis
Původně byl určen k běhu her od LucasArts používajících proprietární systém (engine [endžin]) SCUMM. Později byl rozšířen o podporu her dalších společností jako jsou Revolution Software a Adventure Soft.
Program obsahuje i původní zdrojové kódy her Beneath a Steel Sky,
Broken Sword a Broken Sword 2 (Revolution Software) a
adventury Flight of the Amazon Queen. Podporovány jsou také hry Simon the Sorcerer, Simon the Sorcerer 2 a mnohé další.
ScummVM je naprogramován v C++; jeho grafický výstup generuje knihovna SDL. Tím je zajištěna přenositelnost na platformy GNU/Linux, macOS, Palm OS, PocketPC, MS Windows, AmigaOS a MorphOS.

## Podporované hry
Seznam her, které jsou podporovány programem ScummVM:

### LucasArts
- The Curse of Monkey Island
- Day of the Tentacle
- The Dig
- Full Throttle
- Indiana Jones and the Fate of Atlantis
- Indiana Jones and the Last Crusade: The Graphic Adventure
- Loom
- Maniac Mansion
- Monkey Island 2: LeChuck's Revenge
- Sam & Max Hit the Road
- The Secret of Monkey Island
- Zak McKracken and the Alien Mindbenders

### Sierra On-Line games
- The Black Cauldron
- Gold Rush!
- King's Quest: Quest for the Crown
- King's Quest II: Romancing the Throne
- King's Quest III: To Heir Is Human
- King's Quest IV: The Perils of Rosella
- Leisure Suit Larry in the Land of the Lounge Lizards
- Manhunter: New York (vývojář: Evryware)
- Manhunter 2: San Francisco (vývojář: Evryware)
- Mickey's Space Adventure
- Mixed-Up Mother Goose
- Police Quest: In Pursuit of the Death Angel
- Space Quest: The Sarien Encounter
- Space Quest II: Vohaul's Revenge
- Troll's Tale
- Winnie the Pooh in the Hundred Acre Wood

### Ostatní
Různé hry od Humongous Entertainment používají SCUMM engine a jsou proto spustitelné programem ScummVM. Ten podporuje také tyto hry:
- Bargon Attack
- Beneath a Steel Sky
- Broken Sword: The Shadow of the Templars
- Broken Sword II: The Smoking Mirror
- Bud Tucker in Double Trouble
- Cruise for a Corpse
- Discworld
- 2
- Dračí Historie
- Drascula: The Vampire Strikes Back
- Elvira: Mistress of the Dark
- Elvira II: The Jaws of Cerberus
- Flight of the Amazon Queen
- Future Wars
- Gobliiins
- Gobliins 2: The Prince Buffoon
- Goblins Quest 3
- I Have No Mouth, and I Must Scream
- Inherit the Earth: Quest for the Orb
- Leather Goddesses of Phobos 2: Gas Pump Girls Meet the Pulsating Inconvenience from Planet X!
- Lost in Time
- Lure of the Temptress
- The Manhole
- Nippon Safes Inc.
- Return to Zork
- Rodney's Funscreen
- Simon the Sorcerer
- Simon the Sorcerer II: The Lion, the Wizard and the Wardrobe
- Simon the Sorcerer's Puzzle Pack
- Teen Agent
- The 7th Guest
- The Bizarre Adventures of Woodruff and the Schnibble
- The Feeble Files
- The Legend of Kyrandia Book One
- The Legend of Kyrandia Book Two: The Hand of Fate
- The Legend of Kyrandia Book Three: Malcolm's Revenge
- Touché: The Adventures of the Fifth Musketeer
- Waxworks (známé také jako Elvira 3)
- Ween: The Prophecy